# Władysław Bialikiewicz

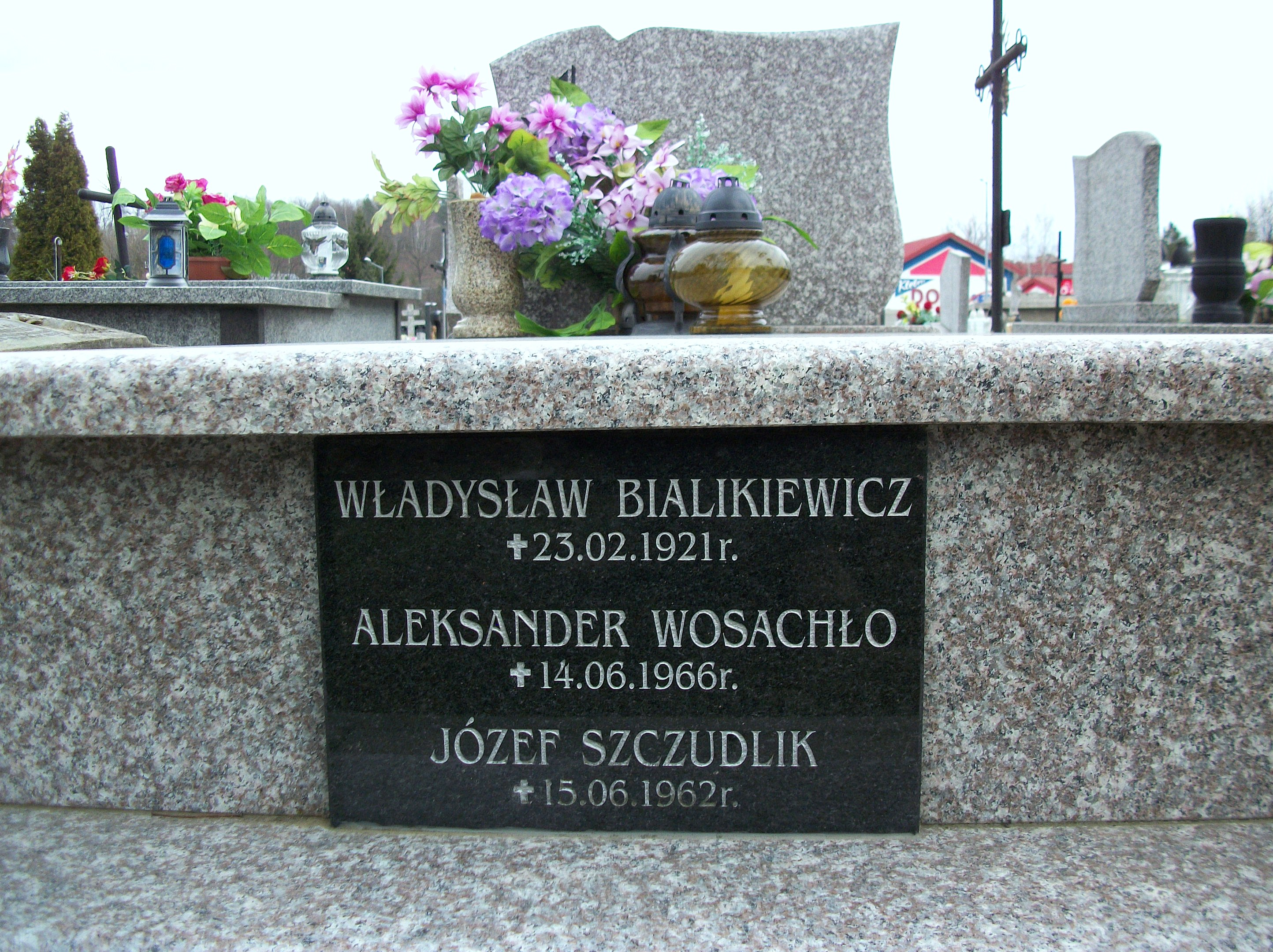
Nagrobek Władysława Bialikiewicza

Władysław Jan Bialikiewicz (ur. 1 listopada 1853 w Wojniczu, zm. 23 lutego 1921 w Sanoku) – c.k urzędnik skarbowy.

## Życiorys
Władysław Jan Bialikiewicz urodził się 1 listopada 1853 w Wojniczu, jako syn Piotra Pawła Bialikiewicza (1818-1892, mistrz stolarski, radny w Wojniczu) i Marianny Rozalii z domu Krzemińskiej (1823-1896).
Po studiach na Uniwersytecie Jagiellońskim otrzymał absolutorium w 1877. W okresie zaboru austriackiego w ramach autonomii galicyjskiej wstąpił do c. k. służby cywilnej 5 października 1877. Podjął pracę w C. K. Powiatowej Dyrekcji Skarbu w Tarnowie, gdzie od około 1878 był praktykantem konceptowym, od około 1881 koncepistą skarbowym, od około 1884 komisarzem skarbowym (wzgl. finansowym), a od 14 lutego 1889 starszym komisarzem wzgl. nadkomisarzem (skarbowym wzgl. finansowym). Równolegle w tym okresie (do czasu awansu na starszego komisarza) był przydzielony do C. K. Sądu Powiatowego w sprawach dochodów skarbowych w Tarnowie, gdzie od około 1878 był protokolantem, a od około 1881 do około 1889 był asesorem.
Od około 1893 był radcą skarbowym C. K. Powiatowej Dyrekcji Skarbu w Brzeżanach (od około 1894 C. K. Dyrekcja Okręgu Skarbowego). Następnie od około 1897 był radcą skarbowym w C. K. Dyrekcji Okręgu Skarbowego w Nowym Sączu. Równolegle w tym czasie był asesorem w C. K. Sądzie Powiatowym w sprawach dochodów skarbowych w Nowym Sączu.
Od 27 czerwca 1899 pracował w randze starszego radcy skarbu VI klasy rangi. W tej randze, jako następca Michała Jorkascha-Kocha, od około 1899 sprawował stanowisko dyrektora C. K. Dyrekcji Okręgu Skarbowego w Sanoku. Równolegle od około 1899 pełnił stanowisko przewodniczącego C. K. Sądu Powiatowego dla spraw dochodów skarbowych w Sanoku; stanowisko pełnił także w charakterze nadradcy do kresu I wojny światowej i w czasie odzyskania przez Polskę niepodległości.
Był członkiem sanockiego gniazda Polskiego Towarzystwa Gimnastycznego „Sokół” od 1 stycznia 1900.
W Wielką Sobotę 6 kwietnia 1912 roku został ranny w głowę podczas podróży, gdy na powóz, którym jechał, spadł drąg rogatkowy na przejeździe kolejowo-drogowym w Dąbrówce Polskiej w stronę Płowiec. Zmarł 23 lutego 1921 w Sanoku. Dwa dni później został pochowany na cmentarzu przy ul. Rymanowskiej w Sanoku.
Miał siostrę Mariannę Elżbietę (1855-1911, po mężu Zieja) i brata Jana Kazimierza (1857-1924). Jego pierwszą żoną była Kornelia Terlecka. Po raz drugi był żonaty od 3 lutego 1883 z Herminą z domu Czernek (ur. 1861, córka Henryka, lekarza i radnego wojnickiego), członkinią zarządu Towarzystwa św. Wincentego à Paulo w Sanoku. Mieli córkę Herminę Władysławę (ur. 1885 w Tarnowie, od 1908 zamężna z Edwardem Nowakiem, synem Stanisława, zm. w 1920), Helenę Joannę (ur. 1891, po śmierci siostry Herminy wyszła za jej wdowca po niej tj. swojego szwagra Edwarda Nowaka w 1920), Janinę (ur. 1899, nauczycielka). Według relacji dr. Karola Zaleskiego z 1915 Bialikiewiczowie mieli cztery córki.

## Odznaczenia
Austro-węgierskie:
- Medal Jubileuszowy Pamiątkowy dla Cywilnych Funkcjonariuszów Państwowych (przed 1912)[15][19].
- Krzyż Jubileuszowy dla Cywilnych Funkcjonariuszów Państwowych (przed 1912)[15][19].